# کشتی‌گیران

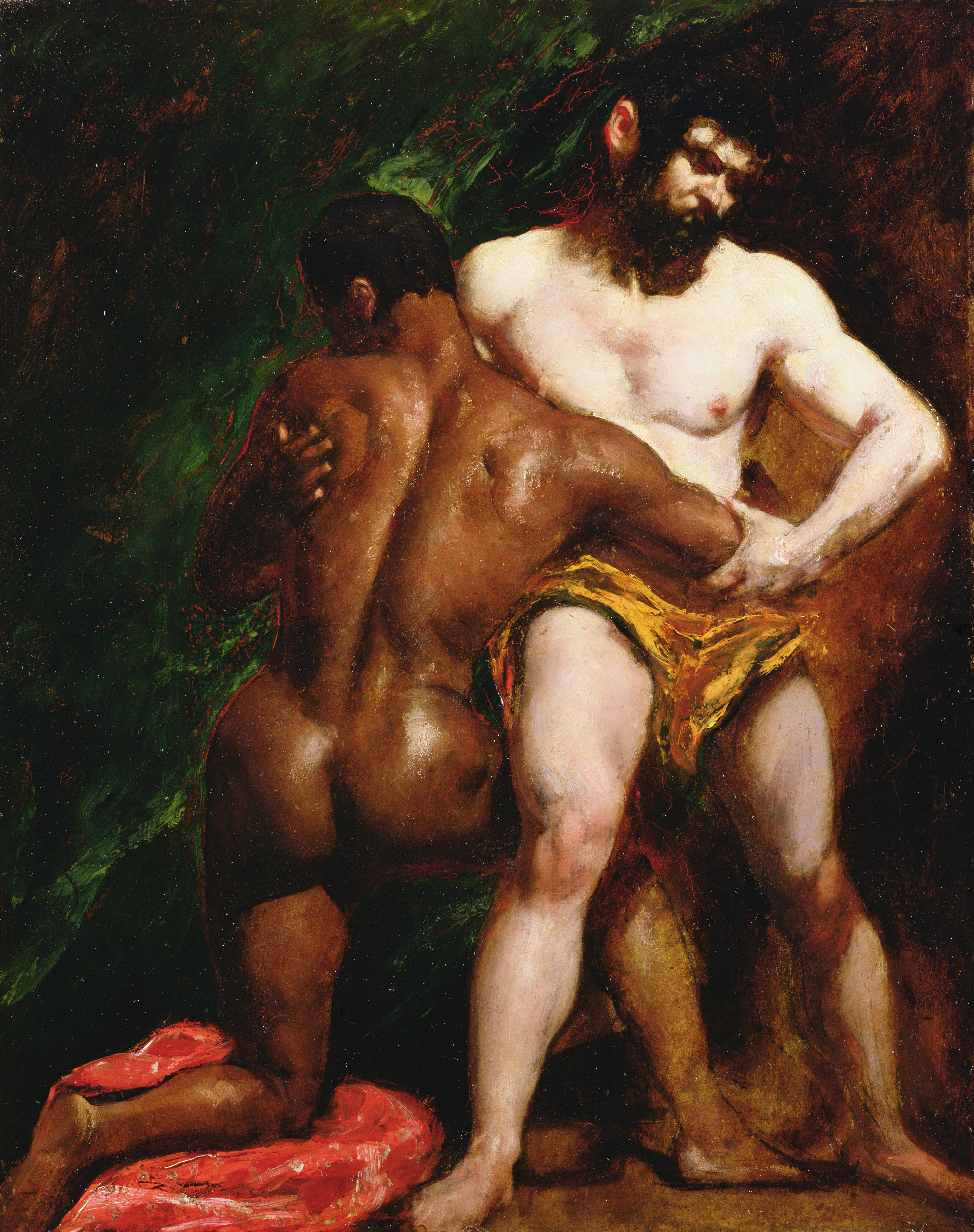
نقاشی کشتی گیران از ویلیام اتی کشیده شده در c. ۱۸۴۰ میلادی
53.5 by 68.6 cm، گالری هنر یورک

کشتی‌گیران یک نقاشی رنگ روغن روی مقوای ضخیم است که توسط هنرمند انگلیسی ویلیام اتی در سال ۱۸۴۰ میلادی کشیده شد و در حال حاضر در گالری هنر یورک نگهداری می‌شود. این نقاشی یک مسابقه کشتی را به تصویر می‌کشد؛ مسابقه‌ای که بین یک مرد سیاه‌پوست و یک مرد سفیدپوست شکل گرفته‌است. هر دو بدنشان عرق کرده و به دلیل تابش نور، درخشان به نظر می‌رسند. اسناد به ندرت پیش از سال ۱۹۴۷ به این نقاشی اشاره کرده‌اند، با این حال می‌دانیم این تابلو احتمالاً در ساعات بعدازظهر و در کلاس زندگی، در آکادمی سلطنتی هنر، رسم شده‌است.
آکادمی سلطنتی هنر در سال ۱۸۳۷ به محل جدیدی در محوطهٔ میدان ترافالگار منتقل شد و مکانی که به عنوان کلاس زندگی مورد استفاده قرار می‌گرفت، گرم و کوچک بود و این مسئله در عرق کردن شخصیت‌های درون تصویر بازتاب یافته‌است. شهرت ویلیام اتی بیشتر در زمینهٔ به تصویر کشیدن زنان برهنه و تابلوهای تاریخی و اساطیری است، اما او نقاشی مردانی در حال نزاع و مبارزه نیز در کارنامه‌اش دارد.
در دوره‌ای که این نقاشی کشیده شد، ورزش کشتی در حال محبوب شدن در میان مردم بود و این تصویر انعکاسی از این محبوبیت است. این نقاشی برگرفته از سنت انگلیسی‌ها در اقتباس از آثار هلنیستی است. این دوره همچنین عصر تغییر نگرش به روابط بین نژادی در انگلستان بود. آثار اتی در این دوره عموماً دارای تلاشی عامدانه برای نشان دادن درس‌های اخلاقی هستند، ولی مشخص نیست که در این تابلوی به خصوص، او تفسیری از مسائل اجتماعی را گزیده یا تنها به دلیل کنتراست بین رنگ‌های سیاه و سفید و با توجه به زیبایی بصری این تصویر را رسم کرده‌است.
اگرچه نقاشی کشتی‌گیران احتمالاً به عنوان بخشی از آثار اتی در سال ۱۸۴۹ به نمایش گذاشته شد، اما پس از آن به یک مجموعهٔ خصوصی رفت و برای دهه‌ها در انظار عموم نبود. در سال ۱۹۴۷ به فروش گذاشته شد اما به دلیل موضوع آن، با علاقهٔ کمی از سوی گالری‌های تجاری مواجه شد و با قیمت ۳۰ گینه توسط گالری هنر یورک، که هنوز صاحب این اثر است، خریداری شد. این نقاشی بخشی از نمایشگاه‌های مهمی در سال‌های ۲۰۰۲ و ۲۰۱۱–۱۲ بود.

## پیش‌زمینه

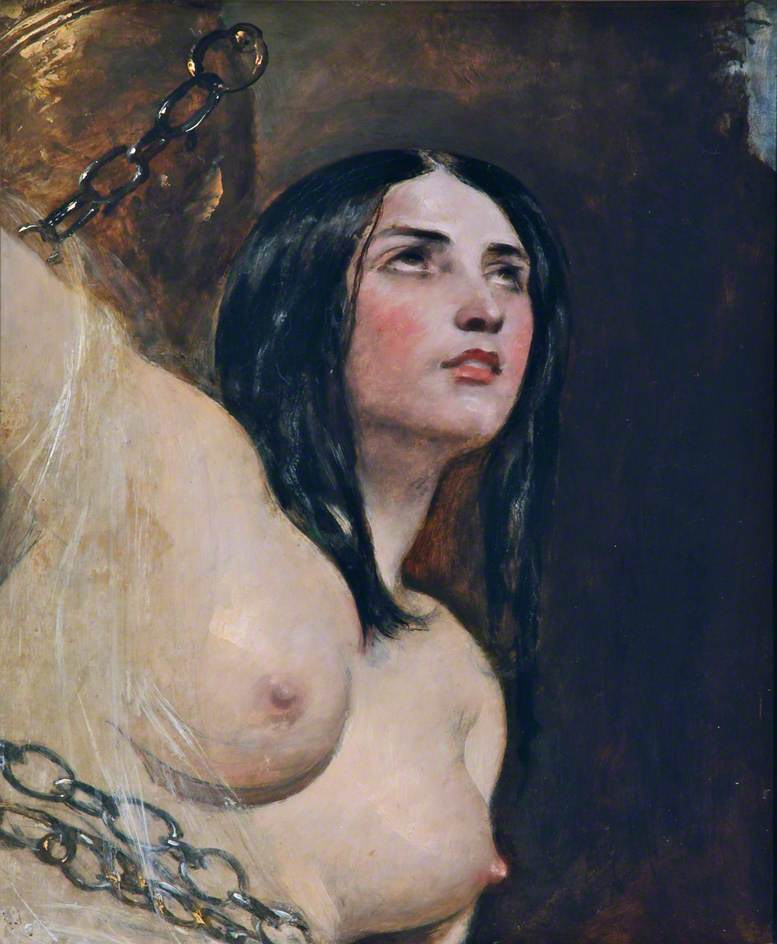
آندرومدا (دههٔ ۱۸۳۰ میلادی، گالری هنر لیدی لور). نمونه‌ای از آثار ادبی و اساطیری که دست‌مایهٔ اتی برای کشیدن تصویری از زنی برهنه شده‌است.

ویلیام اتی (۱۷۸۷–۱۸۴۹) هفتمین پسر نانوا و آسیابانی اهل یورک بود. وی ابتدا در هال کارآموز چاپخانه بود  و در سال ۱۸۰۵ برای تکمیل دورهٔ کارآموزی هفت‌ساله‌اش به شهر لندن رفت تا هنرمند شود. در ژانویهٔ ۱۸۰۷ به عنوان یک داوطلب در آکادمی سلطنتی هنر پذیرفته شد،  و در ماه ژوئیه همان سال، دانشجوی یکی از هنرمندان پرترهٔ شناخته شده و مشهور، به‌نام تامس لاورنس،  شد و یک سال تحت نظر او آموزش دید.
ویلیام اتی شدیداً تحت تأثیر آثار تیسین و پیتر پل روبنس قرار گرفت و برای نقاشی در سبک هنر برهنه با موضوعات مذهبی، ادبی و اساطیری، مشهور شد.
وی به خاطر دقتش در نمایاندن عضلات و نشان دادن کنتراست رنگ‌ها در بدن نقاشی‌ها شناخته شد. چندی از همکارانش آثار او را تحسین کردند و در فوریه ۱۸۲۸ او در برابر جان کانستبل، با آراء ۱۸ به ۵، موفق شد به عضویت آکادمی سلطنتی هنر درآید،  که در آن زمان بالاترین افتخار برای یک هنرمند بود.
بین سال‌های ۱۸۲۰ و ۱۸۲۹ اتی ۱۵ اثر خود را به نمایش گذاشت، که ۱۴ موردشان از آثار هنر برهنه بودند. با این که برخی آثار برهنه هنرمندان خارجی در مجموعه‌های خصوصی انگلستان وجود داشت، هیچ قانونی در کشور وجود نداشت که آثار برهنه را مجاز بشمارد و از زمان انتشار اعلامیه‌ای در سال ۱۷۸۷، چنین آثاری ممنوعه محسوب می‌شدند.
اتی نخستین هنرمند بریتانیایی با تخصص هنر برهنه بود و نگاه شهوانی قشرهای پایین به این آثار، نگرانی‌هایی در جامعهٔ قرن نوزدهمی انگلستان به وجود آورد. در حالی که تصاویر اتی از مردان برهنه به‌طور کلی پذیرفته شده، بسیاری از منتقدان نقاشی از زنان برهنه را ناخوشایند دانسته و محکوم می‌کردند.

## ویژگی‌های اثر
در زمان خودم، او را به عنوان دانش‌آموزی شناختم که سه یا چهار مدل را با یکدیگر ترکیب می‌کرد. حال، این گروهی از خوش‌اندامان بود؛ حال، ترکیبی از دو یا سه گلادیاتور. چندین بار، مردانی سیاه یا زنانی سبزه را برای ایجاد کنتراست در تصویر تعریف می‌کرد، که با فرمی زیبا از جنسیت‌های مختلفی بودند.

دنییل ماسلیس دربارهٔ ترکیب کردن مدل‌های اتی در کلاس زندگی آکادمی سلطنتی هنر

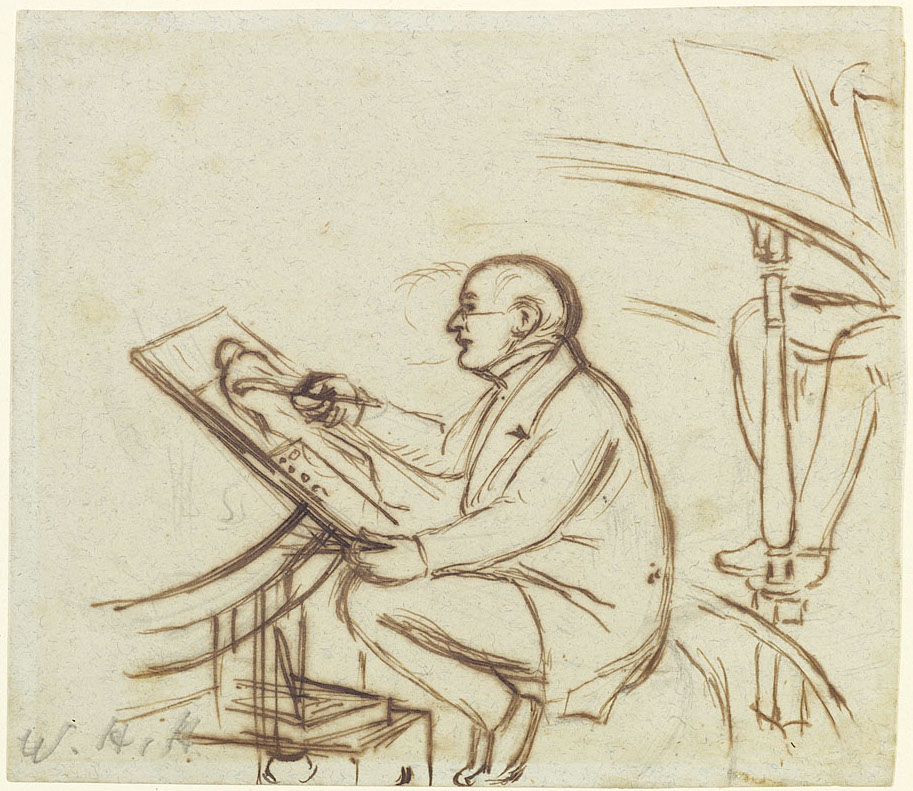
ویلیام اتی در حال کار در کلاس زندگی، اثر ویلیام هولمن هانت (۱۸۴۰–۱۸۵۰، گالری هنر یورک)

کشتی‌گیران یک اثر رنگ روغن از زندگان است؛ که یک مرد سیاه‌پوست و یک مرد سفیدپوست را، در حالی که با هم کشتی می‌گیرند، نشان می‌دهد. گرچه در نگاه اول شاید مرد سفیدپوست را غالب دید، ولی هیچ‌کدام از این دو نسبت به دیگری برتری ندارند؛ چنین برداشتی در آن دوره غیرعادی بود؛ زیرا اعتقاد مشترک بریتانیایی‌ها در این دوره چنین بود که افراد سیاه‌پوست از لحاظ جسمانی ضعیف‌تر از سفیدپوستان هستند. نمایش افراد تحت نور شدید موجب شده نقاشی ترکیبی از صمیمیت و خشونت، پوست‌های تیره و روشن، و سطوح سخت و نرم ارائه بدهد. کشتی‌گیر سیاه کاملاً لخت است، درحالی که مرد سفید لنگی بر پا پوشیده‌است؛ گرچه ممکن است این پوشش پس از مرگ اتی به تصویر افزوده شده‌باشد. نور شدید موجب شده سایه‌های عمیقی بر بدن کشتی‌گیران افتد که تأکید ویژه‌ای بر عضلات و انحناهای افراد دارد،  پوست بدن هر دو مبارز تحت فشار و کشیده شدن است و هر دو به هم گلاویز شده‌اند. تصویر افراد در زمینه‌ای قهوه‌ای و سبز کشیده شده و خبری از رینگ کشتی نیست.
هویت کشتی‌گیرها شناسایی نشده‌است. آلیسون اسمیت، مدیر ارشد هنر بریتانیا تا سال ۱۹۰۰ در تیت، احتمال داده‌است حریف سفید «جان ویلتون از سامرست» باشد، او پیش از این در سال ۱۸۳۹، در تابلویی، که رابین هود و مری مشغول سرگرم کردن ریچارد شیردل در جنگل شروود بودند نام داشت، مدل جان کوچولو را برای اثر دنییل ماسلیس ایفا کرد. مدل‌های نقاشی کشتی‌گیران شدیداً عرق می‌ریزند. سارا ویکتور ترنر، مورخ هنری، گمان می‌کند این امر صرفاً یک جلوهٔ نمایشی نیست و بازتابی از این واقعیت است که پس از آن که مکان آکادمی سلطنتی در سال ۱۸۳۷ به ساختمان جدیدش در میدان ترافالگار منتقل شد، استودیوی مورد استفاده در کلاس زندگی اتاقی تنگ با تهویهٔ نامناسب بود که با چراغ‌های گازی روشنایی آن را تأمین می‌کردند و زمانی که دانشجویان در این مکان حضور می‌یافتند و اتاق شلوغ بود، اتاق شدیداً گرم می‌شد.
تصور می‌شود اثر کشتی‌گیران در حدود سال ۱۸۴۰ میلادی ترسیم شده‌باشد. احتمالاً این تابلو را اتی در کلاس زندگی آکادمی سلطنتی کشیده‌است؛ او با توجه به موقعیت ارشدش، تمام طول زندگیش در این محل بود. از آنجا که اغلب دانشجویان در کلاس تنها از یک مدل واحد در آثارشان استفاده می‌کردند، اتی گاهی برای تنوع از ترکیب چند مدل در کارهایش بهره می‌برد تا دانشجویان را با این نوع طراحی آشنا کند (مکرراً این عمل توسط استادان قدیم نقاشی انجام می‌شد). نقاشی روی مقوای کشتی‌گیران احتمالاً طی سه شب کشیده شد. در شب اول، اتی مدل‌ها را با گچ فرنگی یا زغال کشیده بود و طرح‌واره‌های اولیه را رسم کرد؛ در شب دوم، با رنگ روغن مدل‌ها را رنگ کرد و در شب سوم لعابی نازک به نقاشی افزود که رنگ آن بعداً اضافه شده.

### موضوع

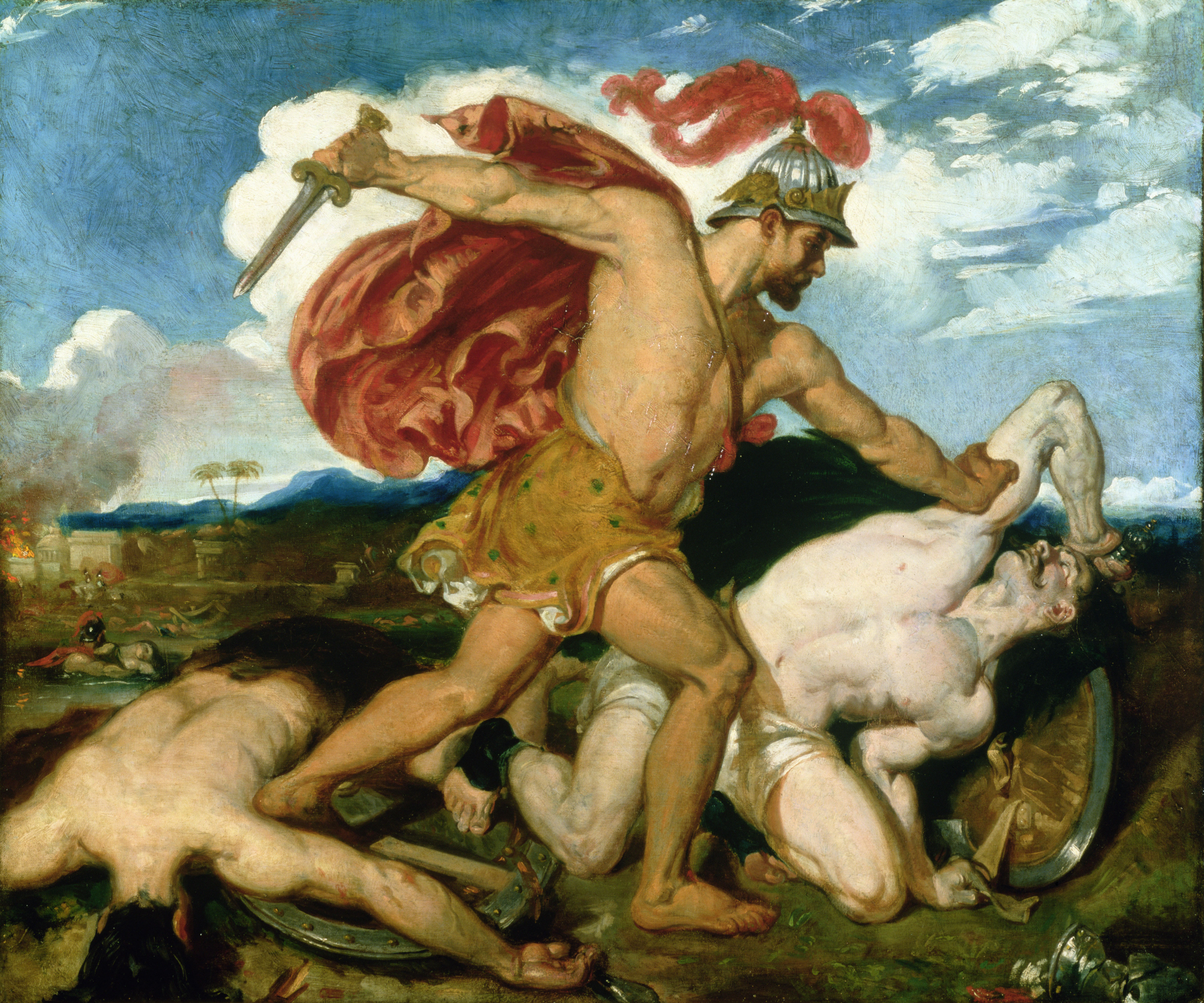
بنایا (۱۸۲۹، گالری هنر یورک)

گرچه اتی برای نقاشی‌هایش از زنان شناخته‌شده بود، ولی در میان آثارش نقاشی‌هایی از مردان برهنه یا نیمه برهنه، در حال درگیری و جنگ، دارد که نمونه‌ای از این موارد بنایا در سال ۱۸۲۹ بوده‌است. در این عصر هنرمندان بریتانیایی می‌کوشیدند تصاویری از بدن مردان قوی هیکل و موزون را بکشند که نشان‌دهندهٔ شجاعت بریتانیایی‌ها باشد و بتواند با آثار هلنیسم، که در آن زمان به عنوان الگوی کمال مطرح می‌شدند، رقابت کند. تقریباً تمامی هنرمندان، به عنوان بخشی از تمرین‌هایشان می‌بایست از روی پیکره‌های کلاسیک موزهٔ بریتانیا نقاشی می‌کشیدند و بسیاری برای بازدید از پیکره‌های اصل، در مکان واقعی قرار گرفتنشان، به ایتالیا و یونان می‌رفتند. اتی و دیگر هنرمندان معاصرش با تکنیک‌های کشیدن کشتی‌گیران مرد آشنا بودند؛ چنان‌که نقاشی پیکره‌های پانکریشن از جمله موضوعاتی بود که در مدارس آکادمی سلطنتی از تازه‌کاران خواسته می‌شد. اتی نیز در سال‌های ۱۸۱۶، ۱۸۲۲–۲۴ و ۱۸۳۰ سفرهایی به ایتالیا و فرانسه داشت که حاصل آن طرح‌هایی بود که از روی آثار موجود در آن کشورها کشید. همچنین سال‌های ۱۸۴۰ و ۱۸۴۱ برای مشاهده آثار پیتر پل روبنس به بلژیک رفت و شدیداً آثار روبنس را تحسین کرد.

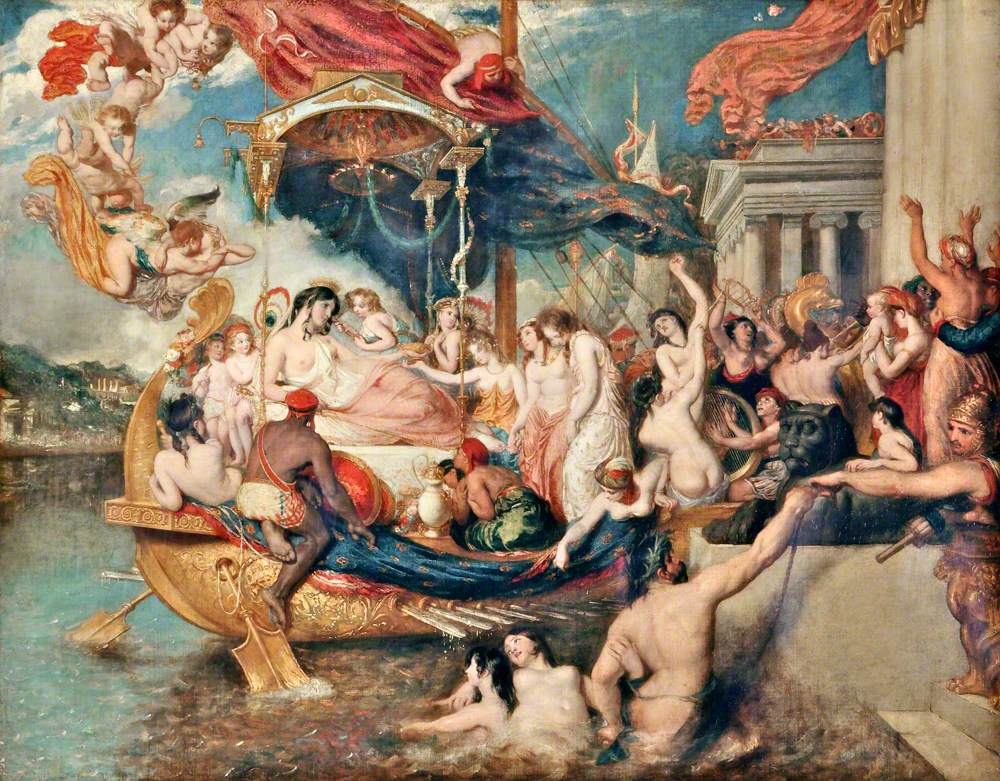
کلئوپاترا (۱۸۲۱ میلادی، گالری هنر لیدی لور). نمونه‌ای از آثار تاریخی-اساطیری از اتی که افراد مختلفی برهنه و نیمه‌برهنه در آن به تصویر کشیده شدند.

علاوه بر این، با وقوع انقلاب صنعتی و کاهش کارگرانی که شغل‌های یدی و فیزیکی داشتند، این نگرانی وجود داشت که مردان بریتانیایی تن‌پرور شوند و بدن‌هایشان ضعیف شود. تصور عمومی این بود که آثاری با مضامین درگیری و ورزش می‌تواند در مخاطبان انگیزه‌ای برای افزایش توان فیزیکیشان ایجاد کند و نگرانی موجود را رفع کند. کشتی و بوکس دو ورزشی بودند که در نقاشی‌های این دوره، مورد اقبال هنرمندان قرار گرفتند. اتی نیز آثار دیگری با صحنه‌های مبارزه در کارنامهٔ خود دارد. معمولاً از بوکسورها و سربازان به عنوان مدل در کارها استفاده می‌شد؛ زیرا این افراد قوی بودند و می‌توانستند در استودیو خود را به مدت طولانی در حالت ژست گرفته، نگهدارند.
انگیزهٔ اتی از انتخاب دو کشتی‌گیر سیاه و سفید به درستی مشخص نیست. اتی پیش از این نیز در آثارش افرادی سیاه‌پوست و هندی را سوژهٔ خود قرار داده بود و استفاده از مدل‌های رنگین‌پوست در نقاشی‌ها در این دوره عملی غیرمعمول نبود، اما کشیدن یک فرد سیاه‌پوست در حال درگیری با یک سفیدپوست نادر بوده‌است. این احتمال وجود دارد که اتی تنها برای خلق جلوه‌ای از کنتراست بدن‌های افراد، آن‌ها را اینچنین کشیده‌است؛  اتی گاهی افرادی با رنگ پوست‌های مختلف را به همین دلیل کنار هم قرار می‌داد و این مسئله ثبت شده‌است. همچنین ممکن است او مردان سیاه بدوی را دیده باشد و تصور کرده باشد روحیه یا فیزیک بدن آن‌ها به کشتی‌گیران کلاسیک نزدیک‌تر است. سارا ویکتور ترنر استدلال می‌کند که در آن زمان، مبارزه می‌توانست تنها بهانه‌ای باشد که دو فرد سیاه و سفید را برهنه در کنار یکدیگر نشان دهد.
احتمالاً کشتی‌گیران در سال ۱۸۴۰ کشیده شده‌باشد؛ در این سال کنوانسیون جهانی ضد برده‌داری در لندن شکل گرفت، کشتی برده و تجارت برده در نمایشگاه‌های لندن رونمایی شدند و روابط نژادی تبدیل به موضوعی مهم در اجتماع و سیاست شدند. در این زمان وجود کشتی‌گیران و بوکسورهای سیاه‌پوست، از نسل برده‌های سابق در آمریکا یا اخلافشان، عادی تلقی می‌شد و یک بردهٔ سابق، به نام تام مولینیاکس، در سال ۱۸۱۱ دو بار در مسابقات قهرمانی بوکس جهان شرکت کرد. اما هنوز بخشی از مردم نسبت به سیاهان سوءظن داشتند.

## فروش و نمایش عمومی

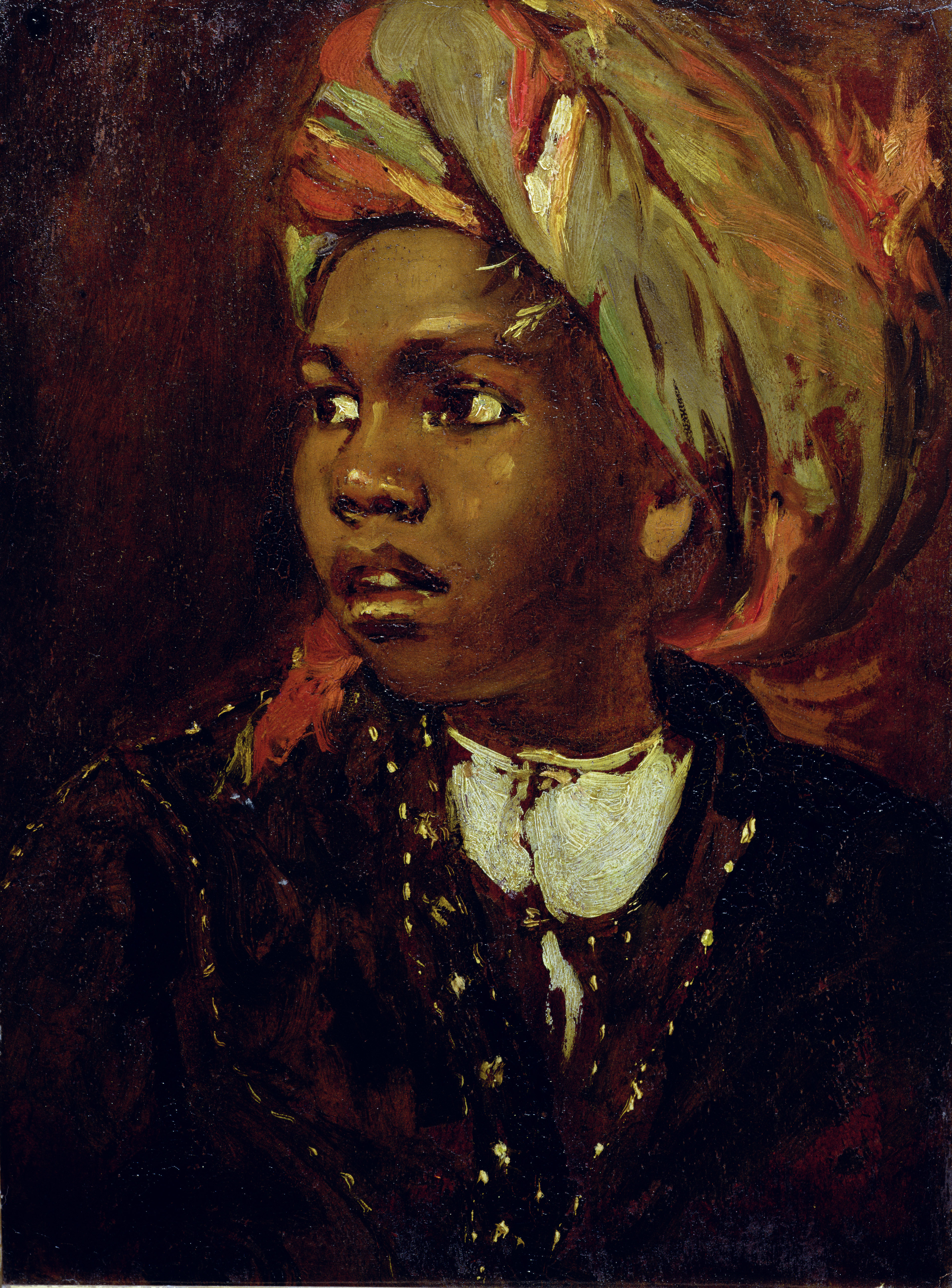
اتی پیش از این هم مدل‌های سیاه‌پوست کشیده بود؛ مانند مطالعهٔ یک پسر سیاه (۱۸۲۷–۳۸، گالری هنر یورک)

نام کشتی‌گیران تقریباً در هیچ سند معاصری ثبت نشده‌است و احتمالاً پس از تکمیل شدنش، به کلکسیون‌های شخصی فروخته شده یا همراه بیش از ۸۰۰ اثر دیگر استودیوی اتی، پس از مرگش، به فروش رسید؛ در بیوگرافی اتی که توسط دنیس فار در سال ۱۹۵۸  نوشته شده‌است، فهرست آثار نمایش داده شده در سال ۱۸۴۹ آمده و نقاشی یادشده تحت عبارت قرض داده شده توسط سی. دبلیو. واس قرار دارد. احتمالاً در ژوئن ۱۸۴۹، یعنی کمی پیش از مرگ اتی در ۱۳ نوامبر همان سال، تابلوی کشتی‌گیران در کنار بیش از ۱۳۰ نقاشی دیگر از ویلیام اتی در انجمن سلطنتی هنر، به نمایش گذاشته شد. (اتی سه اثر با نام کشتی‌گیران کشیده بود و دقیقاً مشخص نیست کدامیک در ۱۸۴۹ به نمایش گذاشته شدند، اما احتمالاً مقصود همین تابلوست.)
اتی در سال ۱۸۴۹ درگذشت و ناگهان آثارش پرطرفدار شدند. علاقه به آثار او در طول زمان کاهش یافت و تا پایان قرن نوزدهم قیمت نقاشی‌هایش کمتر از بهای واقعی آثار شده‌بود. پس از مرگ اتی به سرعت هنر برهنه در بریتانیا از مد افتاد.
دلال آثار هنری، هِنری مونتاگو رولاند (مؤسس بنگاه هنری رونالد، بروس و دلبانکو)، در ۱۹۴۷ دربارهٔ کشتی‌گیران گفته‌است:
مردی پیر، نیمه برهنه، گامی به جلو نهاده در حالی که مرد دیگری، از پشت دیده می‌شود و رنگ تیره‌ای دارد، پاهایش را به بغل گرفته. به عقیدهٔ من این تصویر نه تنها از آثار واقعی اتی است، به واقع خیلی هم خوب کشیده شده‌است. موضوع آن از لحاظ هنر تجاری نامناسب است و ممکن است قیمتش رقم اندکی باشد.

کشتی‌گیران در ۳۱ اکتبر ۱۹۴۷ به یک کلکسیونر فروخته شد. موضوع این نقاشی برای گالری‌های تجاری جذاب نبود، لذا قیمت آن پایین بود و یورک سیویک تراست توانست با بهای ۳۰ گینه (برابر با ۳۱٫۵۰ پوند؛ حدود £۸۱۰ در سال ۲۰۲۵ ) آن را بخرد. آن را بلافاصله به گالری هنر یورک بردند و هنوز در آنجا نگهداری می‌شود. این نقاشی یکی از پنج اثر اتی بود که در نمایشگاه تیت بریتانیا در سال ۲۰۰۲ با نام رونمایی: برهنهٔ ویکتوریایی حضور داشت و یکی از مؤلفه‌های اصلی بازنگری در آثار اتی، در گالری هنر یورک در سال‌های ۲۰۱۱–۲۰۱۲، بود.